# Cavacoa
Cavacoa es un género perteneciente a la familia de las euforbiáceas con tres especies de plantas nativas de África.

## Taxonomía
El género fue descrito por Jean Joseph Gustave Léonard y publicado en Bulletin du Jardin Botanique de l'État 25: 320. 1955. La especie tipo es: Cavacoa quintasii (Pax & K.Hoffm.) J.Léonard

## Especies aceptadas
A continuación se brinda un listado de las especies del género Cavacoa aceptadas hasta octubre de 2012, ordenadas alfabéticamente. Para cada una se indica el nombre binomial seguido del autor, abreviado según las convenciones y usos.
- Cavacoa aurea (Cavaco) J.Léonard
- Cavacoa baldwinii (Keay & Cavaco) J.Léonard
- Cavacoa quintasii (Pax & K.Hoffm.) J.Léonard